# Megastachya madagascariensis
Megastachya madagascariensis är en gräsart som först beskrevs av Jean-Baptiste de Lamarck, och fick sitt nu gällande namn av Mary Agnes Chase. Megastachya madagascariensis ingår i släktet Megastachya och familjen gräs. Inga underarter finns listade i Catalogue of Life.